# 创创
创创是一只雄性大熊猫，2000年8月6日出生于卧龙中国保护大熊猫研究中心，父母分别为新兴和白雪。

## 生平
2003年10月，创创与雌性大熊猫林惠一同被租借给泰国清迈动物园，租借期为10年。2005年11月，动物园为它们举行了“婚礼”。
此后，创创曾因过于肥胖而无法进行交配。
2009年5月，它们终于产下后代。其后在泰国政府举行的有奖征名活动中这一幼崽被命名为林冰。
2019年9月16日，“创创”在泰国清迈动物园中突然倒地后再也没有站起来。清迈动物园于17日上午召开新闻发布会，正式宣布“创创”已去世，死因尚不明确，有待中泰两国专家共同对遗体进行解剖。
2019年10月8日，中国国家林业和草原局通报“创创”死亡调查结果，“经中泰（泰中）联合专家组对大熊猫“创创”的尸体进行剖检和组织病理学观察，一致确认：“创创”体表无外伤，气管无异物，死因系慢性心力衰竭急性发作，全身器官缺氧所致。”